# Tadeusz Kaleniecki
Tadeusz Kaleniecki (ur. 6 czerwca 1949 w Wałbrzychu) – polski polityk, poseł na Sejm IV kadencji.

## Życiorys
Ukończył Szkołę Chorążych Wojsk Personelu Lotniczego w Dęblinie (1969) oraz studia na Wydziale Turystyki Wyższej Szkoły Ekonomicznej w Warszawie. Od 1969 do 1981 był zawodowym żołnierzem (dowódcą klucza lotniczego). Od 1993 był zatrudniony w prywatnych przedsiębiorstwach.
Od 1971 do rozwiązania należał do Polskiej Zjednoczonej Partii Robotniczej. Od 1982 do 1989 zasiadał w Radzie Krajowej Patriotycznego Ruchu Odrodzenia Narodowego.
W latach 1998–2001 był radnym Krosna. Sprawował mandat posła na Sejm IV kadencji z okręgu krośnieńskiego, wybranego z listy Sojuszu Lewicy Demokratycznej. Pracował w Komisji Obrony Narodowej. W 2005 nie uzyskał ponownie mandatu.
W 2008 był kandydatem Polskiej Lewicy w wyborach uzupełniających do Senatu w okręgu krośnieńskim. Uzyskał w nich 993 głosy, zajmując 7. miejsce spośród 12 kandydatów. W 2010 jako bezpartyjny kandydował na burmistrza miasta i gminy Rymanów z ramienia komitetu Solidarna Gmina Rymanów (zajął 3. miejsce spośród 4 kandydatów) i do rady powiatu krośnieńskiego z listy komitetu Wspólny Dom Europejski (także nie uzyskał mandatu). W 2014, również bezskutecznie, kandydował do rady Rymanowa z listy komitetu Rozwój. W 2018 ubiegał się bez powodzenia o mandat radnego powiatu z listy Koalicji Obywatelskiej.